# Daylight (Duncan Sheik)
Daylight è il quarto album in studio del cantautore Duncan Sheik, ultimo pubblicato sotto l'etichetta Atlantic Records. L'album pop rock che include i singoli On A High e Half-Life.

## Tracce
1. "Genius"
2. "Half-Life"
3. "Start Again"
4. "On Her Mind"
5. "Such Reveries"
6. "On A High"
7. "Magazines"
8. "For You"
9. "Good Morning!"
10. "Memento"
11. "Shine Inside"

La versione giapponese incluse il brano Lost On The Moon come bonus track. Nel 2004 fu pubblicata una versione Tour Edition dell'album, con l'aggiunta di alcuni remix e brani eseguiti dal vivo.
1. "Barely Breathing" (Live)
2. "Half-Life" (Live)
3. "Bite Your Tongue" (Alternate Version)
4. "On A High" (Alternate Version)
5. "Reasons For Living" (Remix)